# Le Pian-sur-Garonne
Le Pian-sur-Garonne är en kommun i departementet Gironde i regionen Nouvelle-Aquitaine i sydvästra Frankrike. Kommunen ligger i kantonen Saint-Macaire som tillhör arrondissementet Langon. År 2022 hade Le Pian-sur-Garonne 967 invånare.

## Befolkningsutveckling
Antalet invånare i kommunen Le Pian-sur-Garonne
Referens:INSEE